# Hadar Kylander
Sixten Hadar Ivanoff Kylander, född 3 april 1882 i Eskilstuna, död där 13 september 1947, var en svensk jurist.
Hadar Kylander var son till stadsfiskalen Sven August Johansson. Han avlade mogenhetsexamen i Nyköping och juris utriusque kandidatexamen vid Uppsala universitet 1905, varefter han inträdde på domarbanan. 1910 blev han tillförordnad fiskal i Svea hovrätt och 1915 assessor och förordnad till revisionssekreterare. 1925–1947 var han häradshövding i Livgedingets domsaga i Eskilstuna och 1939–1947 krigsdomare vid Södermanlands regemente. 1938 studerade han på statligt stipendium domstolsväsendet i Norge. Kylander anlitades i lagstiftningsarbetet på skilda områden, huvudsakligen inom Justitiedepartementet. I revideringen av vallagarna deltog han 1920 som ledamot av proportionsvalssakkunniga och 1925 som sakkunnig i Socialdepartementet angående vissa ändringar i bestämmelserna angående utseende av suppleanter för landstingsmän. Kylander blev 1921 ledamot av 1918 års religionsfrihetssakkunniga och 1925 ordförande i 1925 års religionsfrihetssakkunniga. Dessutom deltog han bland annat i förarbetet till lagen om undersökningar angående monopolistiska företag och sammanslutningar. 1934–1942 var Kylander medlem av Södermanlands läns landsting, och 1939 blev han ordförande i Folkpartiets landstingsgrupp.